# 粗衬线体

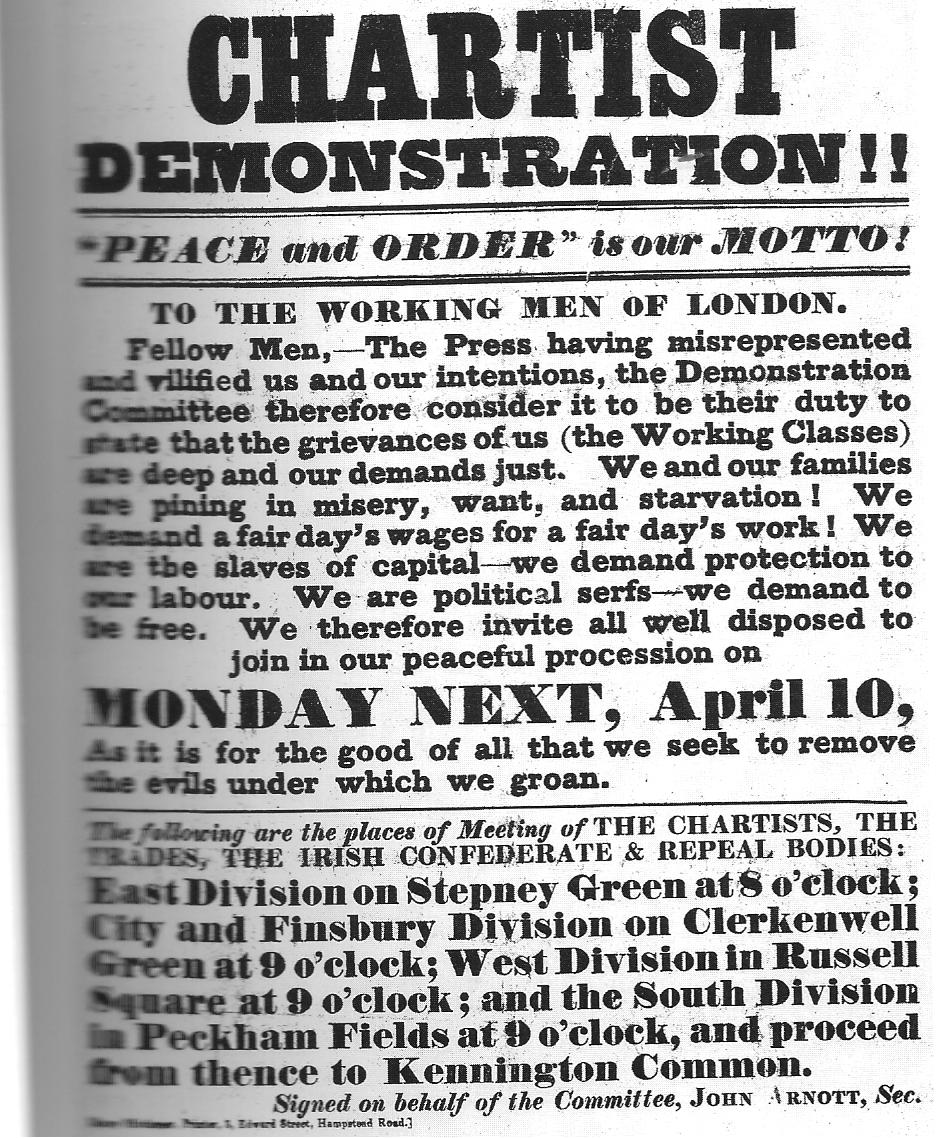
1848年宪章运动海报标题上的粗衬线体。有些标题和下面的段落是Didone类的字体，但大多数正文是粗衬线体。

在字体排印学中，粗衬线体（或称埃及体）是一种衬线字体，其衬线是更粗、块状的。 衬线终端可以是钝头和棱角（Rockwell），或圆角（Courier）。粗衬线体发明于十九世纪，在十九世纪也最为流行。
粗衬线体形成了一个很大而又多样的字体类型。一些字体，如Memphis和Rockwell，其几何设计的笔划宽度变化最小：它们有时被说成是在无衬线体上加上了衬线的字体。其他如Clarendon类的字体，它们的结构则更像大多数其他衬线体，但衬线更大、更明显。 这些设计可能会有弯衬线（bracketed serif，也有译作“支架衬线”的），在与字母的主笔画合并之前，衬线的宽度会逐渐增加，呈现一个弧形；而几何模型的粗衬线体的衬线具有固定的宽度。
面向显示器的粗衬线体通常非常大胆，旨在吸引读者对海报的注意，而面向小尺寸易读性的粗衬线体则显示出较少的极端特征。一些面向小型打印使用和在劣质新聞紙上打印的字体可能会使用粗衬线体以增加易读性，而其他特征更接近传统的书籍型字体。
粗衬线字体也常用于打字机，最着名的是Courier，这种传统意味着许多用于计算机和编程的等宽文本字体都是粗衬线设计。

## 歷史
當印刷材料開始蓬勃發展時，印製廣告、海報和傳單等需要新的字體的輔助，文生·費金斯（Vincent Figgins）在1815年和1817年首次應用粗襯線體「Antique」在商業用途上。

## 範例字體

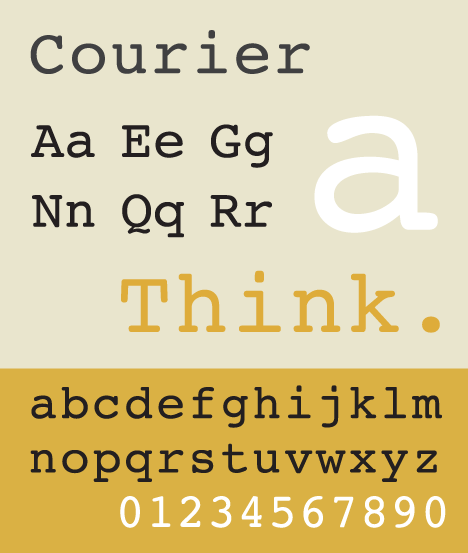
Courier字體
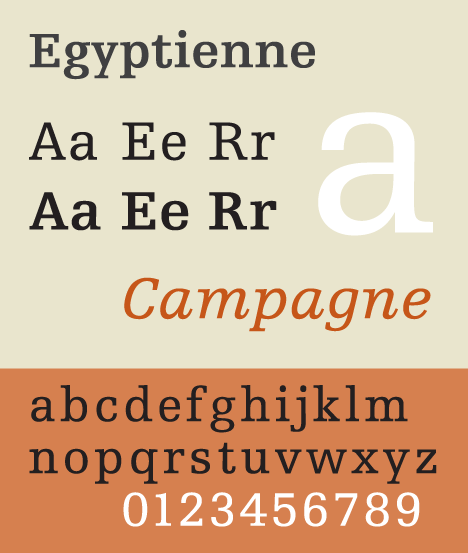
Egyptienne字體
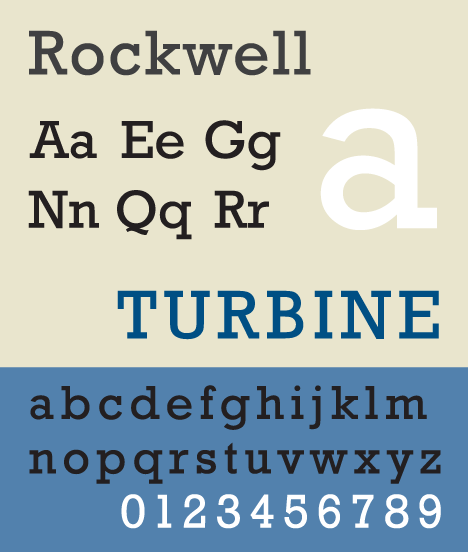
Rockwell字體

## 另見
- 字體排印學
- 字體
- 襯線體